# دانيال سوكول
دانيال سوكول (بالإنجليزية: Daniel Sokol)‏ هو فيلسوف بريطاني، ولد في 6 أغسطس 1978 في Puyricard ‏ في فرنسا.